# Kavoúsi (Réthymnon)
Kavoúsi, en grec moderne : Καβούσι, est un village du dème de Réthymnon, en Crète, en Grèce. Selon le recensement de 2011, la population de Kavoúsi compte 16 habitants. Le village est situé à une altitude de 560 m et à 20 km de Réthymnon.